# Poyols
Poyols est une commune française située dans le département de la Drôme, en région.Auvergne-Rhône-Alpes.

## Géographie

### Localisation
Poyols est située à 20 km au sud de Die et à 3 km de Luc-en-Diois (chef-lieu du canton).

### Climat
Pour des articles plus généraux, voir Climat d'Auvergne-Rhône-Alpes et Climat de la Drôme.
En 2010, le climat de la commune est de type climat méditerranéen altéré, selon une étude du Centre national de la recherche scientifique s'appuyant sur une série de données couvrant la période 1971-2000. En 2020, Météo-France publie une typologie des climats de la France métropolitaine dans laquelle la commune est exposée à un climat de montagne ou de marges de montagne et est dans la région climatique  Alpes du sud, caractérisée par une pluviométrie annuelle de 850 à 1 000 mm, minimale en été. 
Pour la période 1971-2000, la température annuelle moyenne est de 10,8 °C, avec une amplitude thermique annuelle de 16,8 °C. Le cumul annuel moyen de précipitations est de 1 032 mm, avec 8 jours de précipitations en janvier et 5,5 jours en juillet. Pour la période 1991-2020, la température moyenne annuelle observée sur la station météorologique de Météo-France la plus proche, « Bellegarde-en-Diois », sur la commune de Bellegarde-en-Diois à 7 km à vol d'oiseau, est de 10,5 °C et le cumul annuel moyen de précipitations est de 1 016,9 mm,. Pour l'avenir, les paramètres climatiques de la commune estimés pour 2050 selon différents scénarios d'émission de gaz à effet de serre sont consultables sur un site dédié publié par Météo-France en novembre 2022.

## Urbanisme

### Typologie
Au 1er janvier 2024, Poyols est catégorisée commune rurale à habitat dispersé, selon la nouvelle grille communale de densité à 7 niveaux définie par l'Insee en 2022.
Elle est située hors unité urbaine. Par ailleurs la commune fait partie de l'aire d'attraction de Die, dont elle est une commune de la couronne,. Cette aire, qui regroupe 27 communes, est catégorisée dans les aires de moins de 50 000 habitants,.

### Occupation des sols
L'occupation des sols de la commune, telle qu'elle ressort de la base de données européenne d’occupation biophysique des sols Corine Land Cover (CLC), est marquée par l'importance des forêts et milieux semi-naturels (73,9 % en 2018), en diminution par rapport à 1990 (75,4 %). La répartition détaillée en 2018 est la suivante : 
forêts (72,6 %), zones agricoles hétérogènes (14,1 %), prairies (6,8 %), terres arables (5,2 %), espaces ouverts, sans ou avec peu de végétation (0,8 %), milieux à végétation arbustive et/ou herbacée (0,6 %). L'évolution de l’occupation des sols de la commune et de ses infrastructures peut être observée sur les différentes représentations cartographiques du territoire : la carte de Cassini (XVIIIe siècle), la carte d'état-major (1820-1866) et les cartes ou photos aériennes de l'IGN pour la période actuelle (1950 à aujourd'hui).

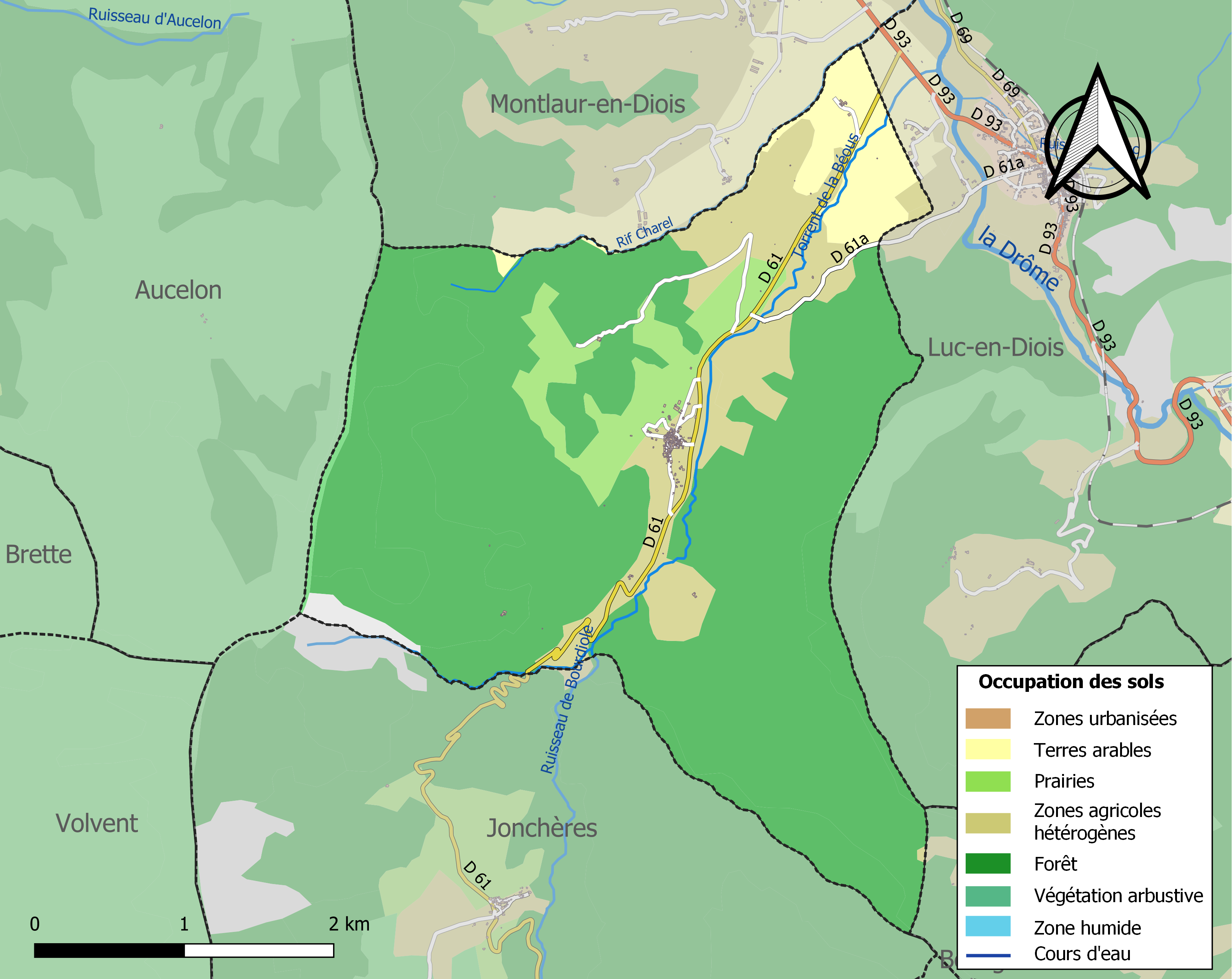
Carte des infrastructures et de l'occupation des sols de la commune en 2018 (CLC).

### Morphologie urbaine

#### Hameaux et lieux-dits
En 1891, le quartier les Adrets est attesté. Il était dénommé les Adrechz en 1518 (terrier de l'évêché de Die).

## Toponymie

### Attestations
1127 : sacellum podioli juxta ecclesia diensis (document manuscrit consacré à Saint Bérin (ou Béron), sanctus Berinus, Bibliothèque Apostolique Vaticane. Ce document rappelle quelques règles religieuses devant être respectées par le clergé de l'époque.).
Dictionnaire topographique du département de la Drôme :
- 1231 : Poyals (Gall. christ., XVI, 210).
- XIVe siècle : mention de la paroisse : capella de Podiolis (pouillé de Die).
- 1449 : mention de la paroisse : ecclesia de Podiol (pouillé hist.).
- 1450 : mention de la châtellenie : castellania Podiolis (Rev. de l'évêché de Die).
- 1509 : mention de l'église paroissiale Sainte-Marie-Madeleine : ecclesia parrochialis Beate Marie Magdalene de Poyolis (visites épiscopales).
- 1517 : mention de la paroisse : cura de Podiollis (rôle de décimes).
- 1570 : Poyoul (rôle de décimes).
- 1576 : Poyoulx (rôle de décimes).
- 1672 : Pojols (Chorier, Généalogie de Sassenage, 54).
- 1891 : Poyols, commune du canton de Luc-en-Diois.

## Histoire

### Du Moyen Âge à la Révolution
La seigneurie : au point de vue féodal, Poyols était une terre qui, vraisemblablement démembrée de celle de Montlaur, faisait partie du domaine temporel de l'église de Die et appartenait au chapitre.
XVIe et XVIIe siècles : exode des protestants refusant d'abjurer le protestantisme.
Avant 1790, Poyols était une communauté de l'élection de Montélimar, de la subdélégation de Crest et du bailliage de Die.

Elle formait une paroisse du diocèse de Die, dont l'église premièrement dédiée à sainte Marie-Madeleine eut ensuite saint Marcel pour patron. Les dîmes appartenaient au chapitre de Die qui présentait à la cure.

La châtellenie de Poyols avait la même étendue que la communauté de ce nom.

### De la Révolution à nos jours
En 1790, la commune fait partie du canton de Luc-en-Diois.
En 1848, un arbre de la Liberté (peuplier) a été planté sur la place du village.

## Politique et administration

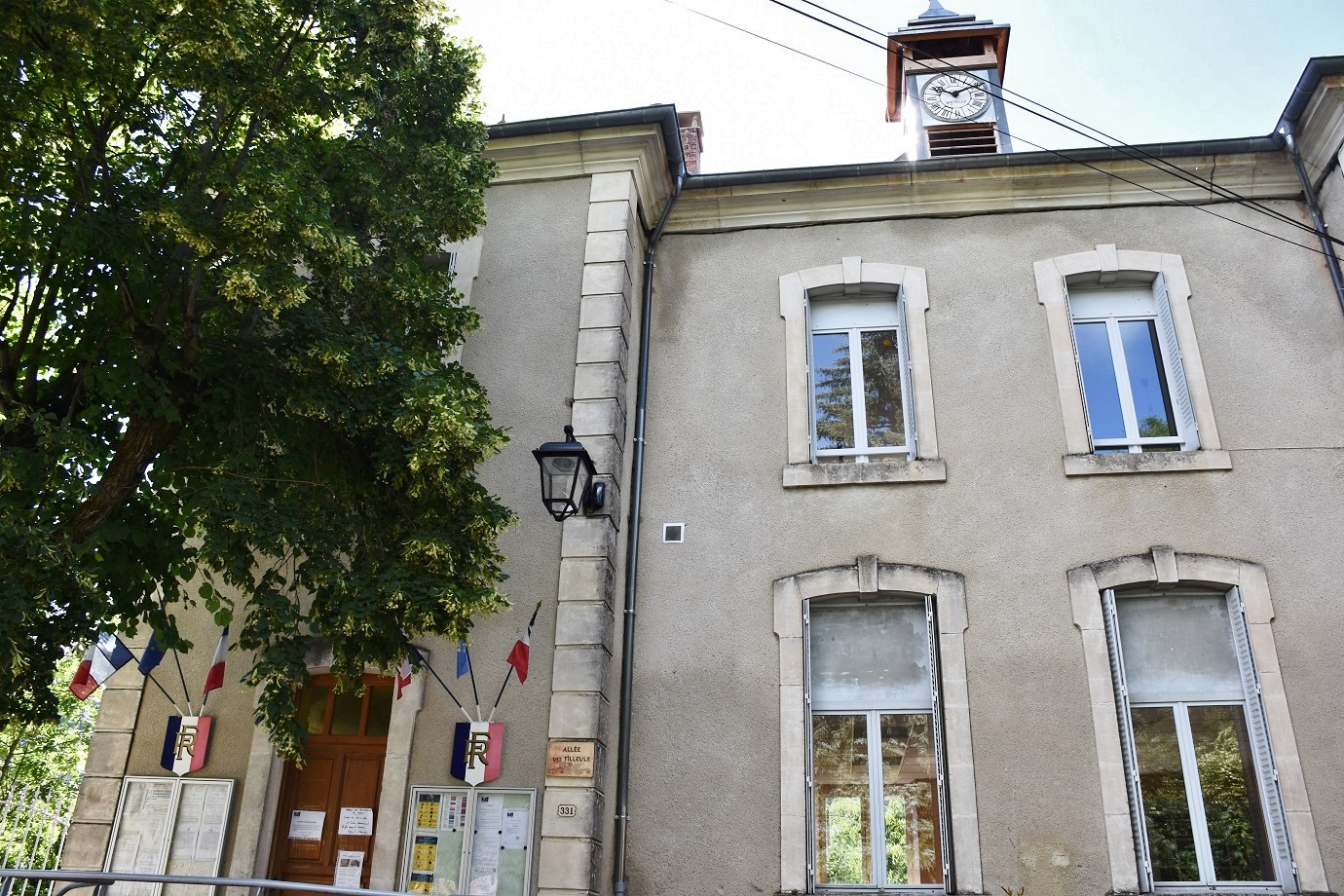
Mairie de Poyols.

### Liste des maires
| Période                                  | Période                       | Identité                             | Étiquette        | Qualité       |
| ---------------------------------------- | ----------------------------- | ------------------------------------ | ---------------- | ------------- |
| Les données manquantes sont à compléter. |                               |                                      |                  |               |
| 1871                                     |                               | ?                                    |                  |               |
| 1874                                     |                               | ?                                    |                  |               |
| 1878                                     |                               | ?                                    |                  |               |
| 1884                                     |                               | ?                                    |                  |               |
| 1888                                     |                               | ?                                    |                  |               |
| 1892                                     |                               | ?                                    |                  |               |
| 1896                                     |                               | ?                                    |                  |               |
| 1900                                     |                               | ?                                    |                  |               |
| 1904                                     |                               | ?                                    |                  |               |
| 1908                                     |                               | ?                                    |                  |               |
| 1912                                     |                               | ?                                    |                  |               |
| 1919                                     |                               | ?                                    |                  |               |
| 1925                                     |                               | ?                                    |                  |               |
| 1929                                     |                               | ?                                    |                  |               |
| 1935                                     |                               | ?                                    |                  |               |
| 1945                                     |                               | ?                                    |                  |               |
| 1947                                     |                               | ?                                    |                  |               |
| 1953                                     |                               | ?                                    |                  |               |
| 1959                                     |                               | ?                                    |                  |               |
| 1965                                     |                               | ?                                    |                  |               |
| 1971                                     |                               | ?                                    |                  |               |
| 1977                                     |                               | ?                                    |                  |               |
| 1983                                     |                               | ?                                    |                  |               |
| 1989                                     |                               | ?                                    |                  |               |
| 1995                                     |                               | ?                                    |                  |               |
| 2001                                     | 2008                          | Maurice Magaud                       |                  |               |
| 2008                                     | 2014                          | Maurice Magaud                       |                  | maire sortant |
| 2014                                     | 2020                          | Denis Chaudet                        | (sans étiquette) | retraité      |
| 2020                                     | En cours (au 20 janvier 2021) | Valérie Joubert[source insuffisante] | (sans étiquette) |               |

## Population et société

### Démographie
L'évolution du nombre d'habitants est connue à travers les recensements de la population effectués dans la commune depuis 1793. Pour les communes de moins de 10 000 habitants, une enquête de recensement portant sur toute la population est réalisée tous les cinq ans, les populations de référence des années intermédiaires étant quant à elles estimées par interpolation ou extrapolation. Pour la commune, le premier recensement exhaustif entrant dans le cadre du nouveau dispositif a été réalisé en 2007.

En 2022, la commune comptait 89 habitants, en évolution de +28,99 % par rapport à 2016 (Drôme : +2,64 %, France hors Mayotte : +2,11 %).
| 1793 | 1800 | 1806 | 1821 | 1831 | 1836 | 1841 | 1846 | 1851 |
| ---- | ---- | ---- | ---- | ---- | ---- | ---- | ---- | ---- |
| 355  | 389  | 332  | 422  | 369  | 342  | 348  | 352  | 342  |

| 1856 | 1861 | 1866 | 1872 | 1876 | 1881 | 1886 | 1891 | 1896 |
| ---- | ---- | ---- | ---- | ---- | ---- | ---- | ---- | ---- |
| 314  | 296  | 281  | 288  | 308  | 297  | 287  | 259  | 233  |

| 1901 | 1906 | 1911 | 1921 | 1926 | 1931 | 1936 | 1946 | 1954 |
| ---- | ---- | ---- | ---- | ---- | ---- | ---- | ---- | ---- |
| 203  | 222  | 193  | 171  | 153  | 147  | 143  | 119  | 90   |

| 1962 | 1968 | 1975 | 1982 | 1990 | 1999 | 2006 | 2007 | 2012 |
| ---- | ---- | ---- | ---- | ---- | ---- | ---- | ---- | ---- |
| 83   | 60   | 52   | 57   | 57   | 65   | 76   | 77   | 69   |

| 2017 | 2022 | - | - | - | - | - | - | - |
| ---- | ---- | - | - | - | - | - | - | - |
| 70   | 89   | - | - | - | - | - | - | - |

### Enseignement
La commune relève de l'académie de Grenoble.

### Manifestations culturelles et festivités
- Fête : le premier dimanche d'août[15].

## Économie

### Agriculture
En 1992 : vignes (vins AOC Châtillon-en-Diois et Clairette de Die), noix, lavande, ovins.

## Culture locale et patrimoine

### Lieux et monuments

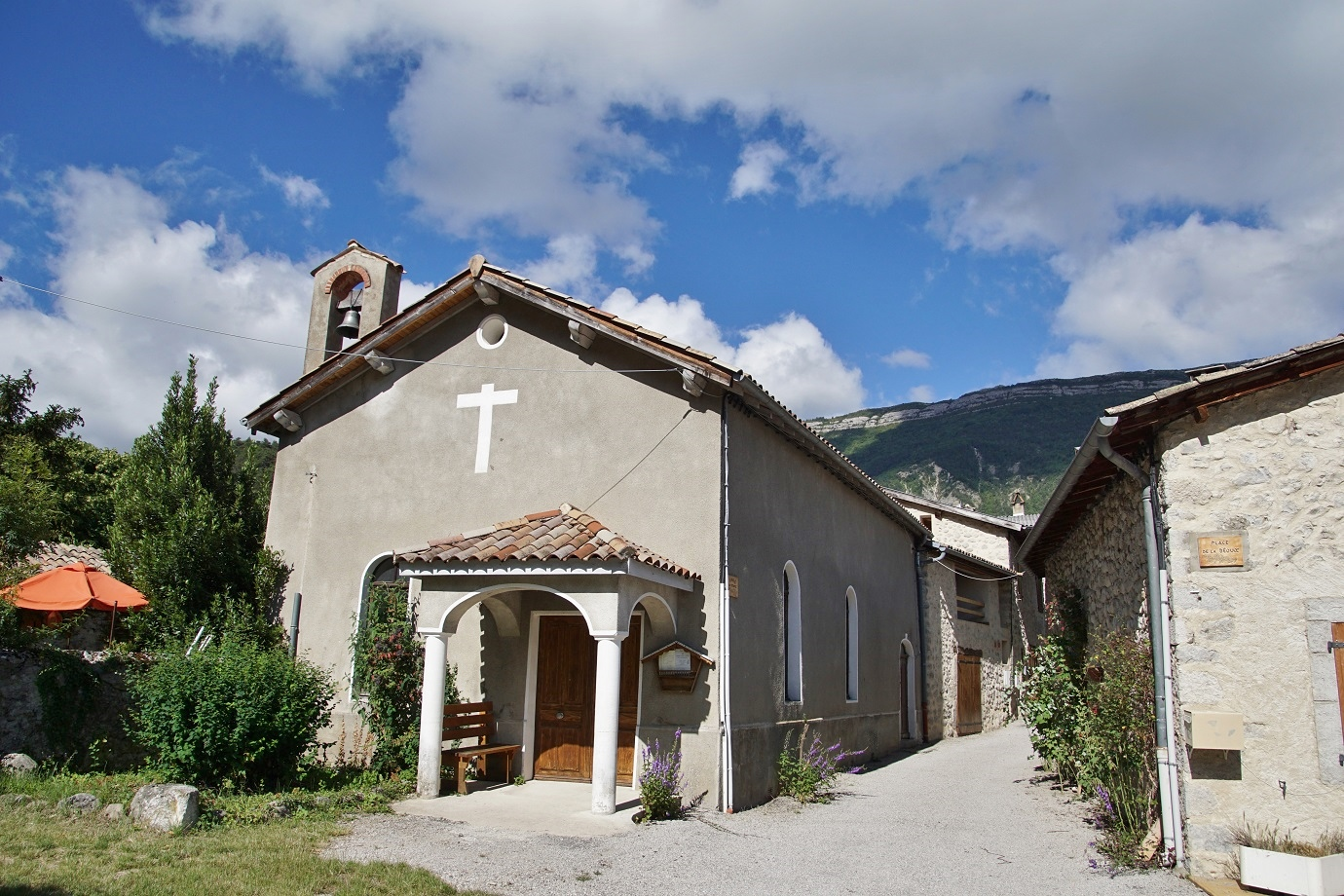
Temple de Poyols

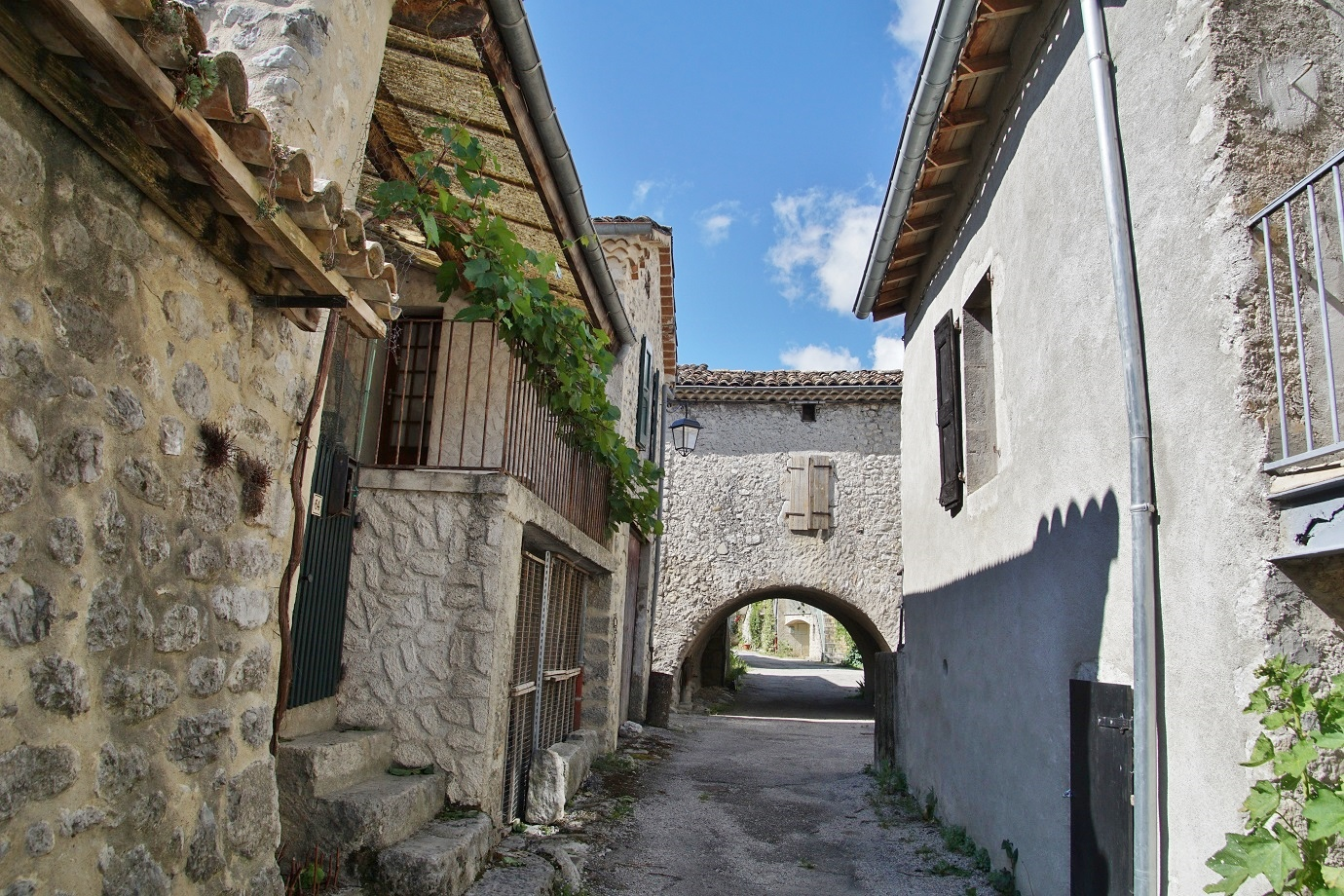
Une rue du centre de Poyols

- Vieilles maisons, rues étroites, voûtes[15].
- Temple protestant du XIXe siècle[15].

### Patrimoine naturel
- Une source d'eau saline (ancien établissement thermal)[15].

### Personnalités liées à la commune
- Daniel-Léon Archimbaud (1856-mort en 1924 à Poyols), député.
- Son fils Léon Archimbaud (né en 1880 à Poyols et mort en 1944, également à Poyols) : homme politique.

### Héraldique, logotype et devise
|  | Poyols possède des armoiries dont l'origine et le blasonnement exact ne sont pas disponibles. |